# Mhplus Betriebskrankenkasse
Die mhplus Betriebskrankenkasse (kurz mhplus oder mhplus BKK) ist eine deutsche Betriebskrankenkasse mit Sitz in Nürnberg. Als Träger der gesetzlichen Krankenversicherung ist sie eine Körperschaft des öffentlichen Rechts mit Selbstverwaltung. Haftungsträger ist der BKK Landesverband Bayern.

## Geschichte
Die mhplus BKK ist 1952 als Krankenkasse der Mann+Hummel GmbH gegründet worden, einem Zulieferer der Automobilindustrie mit Sitz in Ludwigsburg; sie firmierte bis zum Jahr 2001 unter dem Namen BKK Mann+Hummel. Im Jahr 1999 öffnete sich die vormals ausschließlich unternehmensbezogene BKK für alle gesetzlich Krankenversicherten.
Zum 1. Januar 2000 erfolgte die Vereinigung mit der Betriebskrankenkasse Amann & Söhne (Bönnigheim), zum 1. Januar 2003 der Zusammenschluss mit der BKK PWA (Raubling), 1. Januar 2006 mit der BKK Conzelmann (Albstadt) und BKK TE KA DE-FGF (Nürnberg) und am 1. Oktober 2007 mit der aufgrund von finanziellen Unregelmäßigkeiten und Fehlkalkulation der Beiträge in Schieflage geratenen südbadischen BKK Hochrhein-Wiesental (Rheinfelden). Die nächste Fusion mit der BKK der Hansestadt Lübeck am 1. Januar 2008 weitete das Einzugsgebiet auf Schleswig-Holstein aus. Am 1. Januar 2011 fusionierte die mhplus BKK mit der GBK Köln.
Die mhplus BKK ist in den Bundesländern Baden-Württemberg, Bayern, Berlin, Hamburg, Hessen, Mecklenburg-Vorpommern, Niedersachsen, Nordrhein-Westfalen, Rheinland-Pfalz, Sachsen, Schleswig-Holstein und Thüringen geöffnet.
Die Metzinger Betriebskrankenkasse und die mhplus BKK kooperierten in einer Verwaltungsgemeinschaft. Zum 1. Januar 2019 wurde die Metzinger Betriebskrankenkasse in die mhplus BKK eingegliedert.

## Beitragssätze
Seit 1. Januar 2009 werden die Beitragssätze vom Gesetzgeber einheitlich vorgegeben. Die BKK erhob bis zum 31. Dezember 2014 keinen einkommensunabhängigen kassenindividuellen Zusatzbeitrag.
Seitdem fand folgende Entwicklung statt:
| Zeitraum                             | Zusatzbeitrag |
| ------------------------------------ | ------------- |
| 1. Januar 2015 bis 31. Dezember 2023 | 0,90 %        |
| 1. Januar 2016 bis 31. Dezember 2018 | 1,10 %        |
| 1. Januar 2019 bis 31. Dezember 2020 | 0,98 %        |
| 1. Januar 2021 bis 31. Dezember 2022 | 1,28 %        |
| 1. Januar 2023 bis 31. März 2025     | 1,58 %        |
| Seit 1. April 2025                   | 3,29 %        |

Der aktuelle Gesamtbeitrag, welcher je zur Hälfte von Arbeitnehmer und Arbeitgeber getragen wird, liegt daher ab 1. April bei 17,89 Prozent.

## Kennzahlen und Standorte

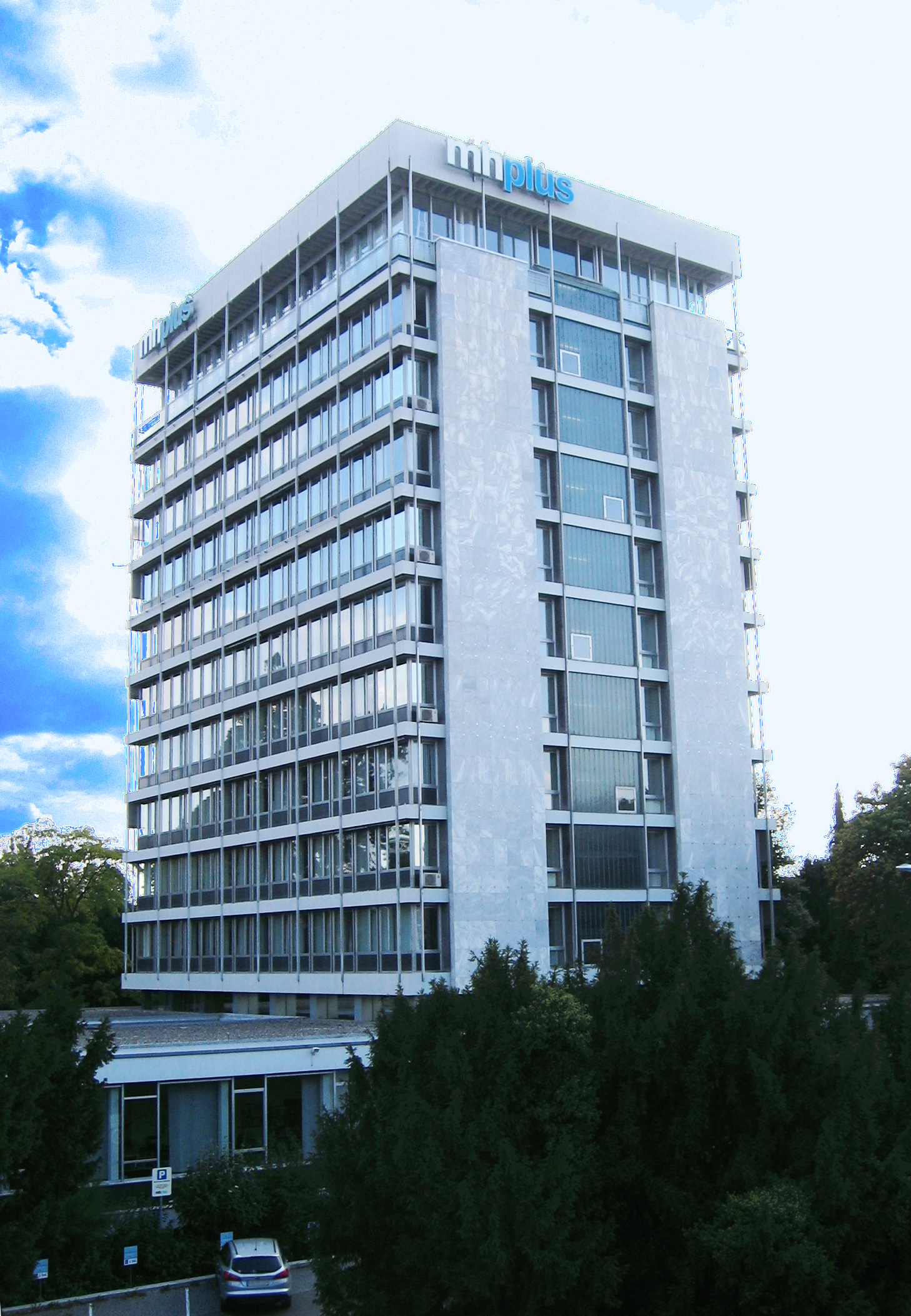
mhplus Ludwigsburg

Über 1000 Beschäftigte in 17 Geschäftsstellen betreuen mehr als 500.000 Versicherte. Aktuell bestehen folgende Geschäftsstellen: Bonn, Gotha, Lübeck, Ludwigsburg, Marklkofen, Nürnberg, Raubling, Rheinfelden, Stockstadt am Main, Aalen, Albstadt, Augsburg, Metzingen, Meuselwitz, Sonneberg, Speyer und Straubing.